# Castillo de Torrejón de Velasco

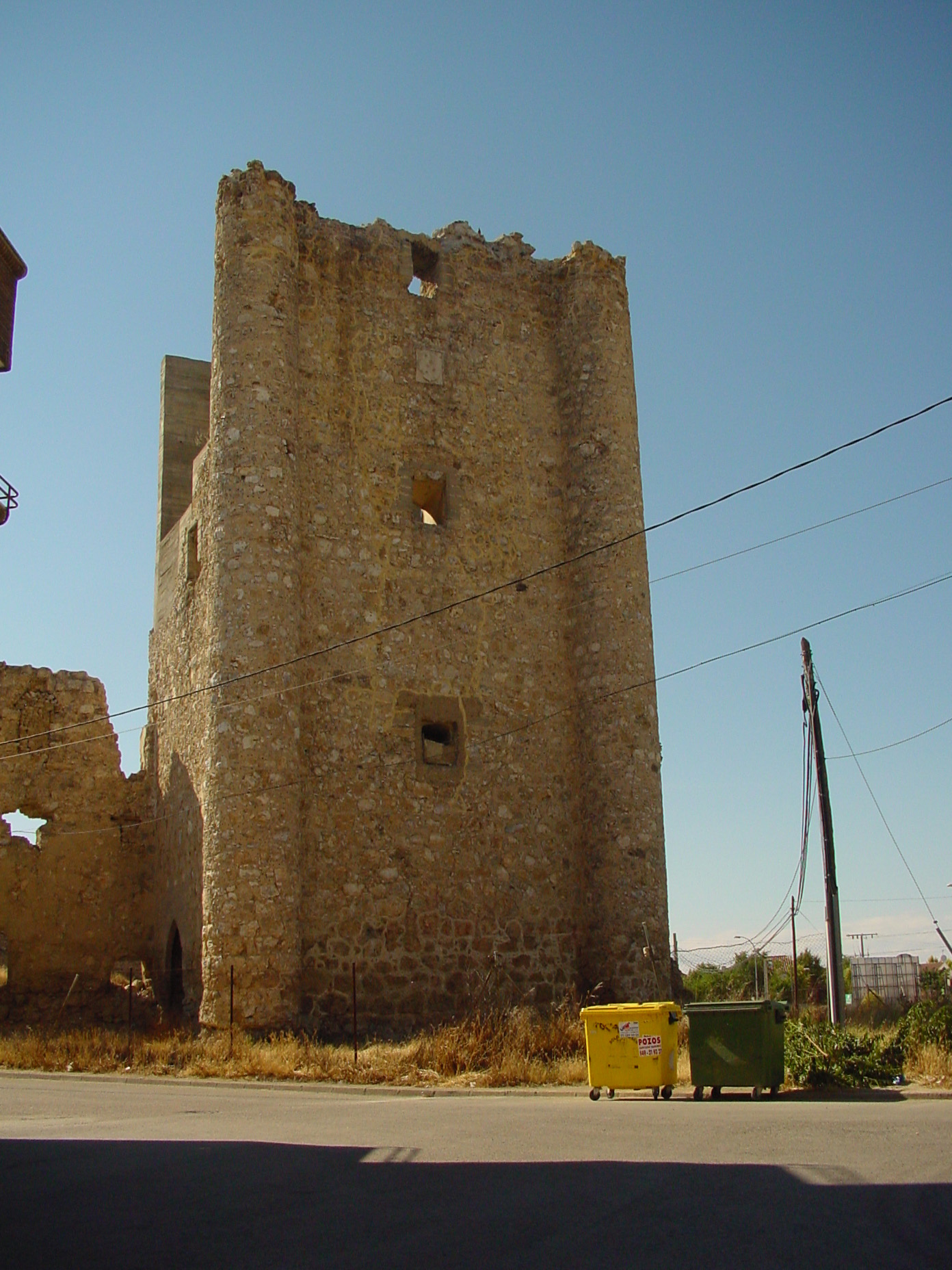
Torre del homenaje del castillo de Torrejón de Velasco.

El castillo de Torrejón de Velasco, también llamados castillo de Puñonrostro, se encuentra en el municipio español del mismo nombre, en la parte meridional de la Comunidad de Madrid.
Fue de titularidad privada hasta 2002 y en ese año pasó a ser propiedad del Ayuntamiento. Dado su delicado estado de conservación en esa época, figuró en la Lista roja de patrimonio en peligro, que empezó a elaborar la asociación Hispania Nostra en el año 2006.
Con fondos de la Comunidad de Madrid, primeramente se realizaron trabajos de consolidación de la torre del homenaje y en febrero de 2012 están en marcha otros procesos de recuperación y restauración de la fortaleza. Con motivo de la rehabilitación del castillo, en colaboración con GREFA, se ha aprovechado para diseñar pequeñas oquedades para que aves como los cernícalos puedan anidar entre sus muros.

## Historia
El castillo fue fundado en el siglo XV, sobre una edificación anterior, más modesta, cuyas primeras referencias históricas datan del siglo XIII. Es muy probable que su promotor fuera Gutierre Gómez de Toledo, personaje vinculado con la Casa de Alba, ya que, por aquel entonces, las tierras de Torrejón de Velasco estaban bajo su dominio.
Dadas las características y trazas de la construcción, puede estimarse que las obras pudieron ejecutarse entre 1430 y 1440, si bien la primera constancia escrita de la fortificación no aparece hasta el año 1455.
Hacia 1465 la fortaleza había pasado a manos de Álvar Gómez, familiar de Gómez de Toledo y secretario de Enrique IV de Castilla (1425–1474). Entre Álvar Gómez y el monarca surgieron importantes desavenencias políticas, que finalmente se resolvieron a favor de Pedro Arias Dávila (¿1460?–1531), señor de Puñonrostro, quien, siguiendo órdenes del rey, puso sitio al castillo y tomó posesión de su área de influencia.
Este señorío mantuvo la propiedad hasta la Desamortización de Mendizábal, perdiéndolo definitivamente en el año 1830.
En el siglo XVI, la fortaleza dejó de tener una función militar y fue utilizada como prisión de notables de la Corte, al igual que otras fortificaciones de la Comunidad de Madrid, caso del castillo de Torremocha, en Santorcaz.
El siglo XVIII supuso su definitiva decadencia. En 1775, sus dependencias alojaron una fábrica de jabones y una hilatura de lana. Durante la Guerra de la Independencia, el edificio sufrió graves desperfectos a manos de las tropas francesas, que terminaron por arruinar la estructura. En el siglo XX, fue usado como almacén de maquinaría agrícola y como establo para ganado.
Entre las personalidades históricas que han habitado en el castillo, la tradición sostiene que en 1526 se alojaron Carlos I (1500–1558) y Francisco I de Francia (1494–1547), mientras se dirigían a Illescas (Toledo) para concertar la boda de este último con Leonor de Austria (1498–1558), hermana del emperador.
Es citado como lugar del fallecimiento, en 1544, encadenado por muchas crueldades de las que se le acusaba, del fundador del reino de Nueva Galicia, en Nueva España (México), Nuño Beltrán de Guzmán.

## Características
El castillo es de planta rectangular y mide 37 m de largo por 21 de ancho. Presenta un cierto aire palaciego, fruto tal vez de alguna reforma, en la que se suavizó su primitivo aspecto militar.
Está flanqueado por nueve cubos semicilíndricos, separados entre sí por una distancia aproximada de siete metros. Cuatro de ellos se levantan sobre las esquinas, dos en cada una de las caras largas y el restante en el centro del lado septentrional. En el interior de los cubos, existen restos de crujías, que parecen indicar la existencia de cámaras superpuestas en el pasado.
La torre del homenaje se eleva sobre el flanco suroccidental y destaca por sus dimensiones. En los extremos de su cara frontal, se sitúan sendas torrecillas cilíndricas, a modo de contrafuertes.
Pese a que los elementos mejor conservados son los muros externos, aún se mantienen en pie algunas partes del interior, caso de diferentes dependencias adosadas, articuladas alrededor de un patio central, y de un sistema de captación de agua. También cabe mencionar el acceso, resuelto en recodo, junto a la torre del homenaje. La entrada presenta arco ojival y está construida en sillarejo, a diferencia del resto del edificio, realizado en mampostería.